# Sandale
Pour l’article homonyme, voir Sandale (hiéroglyphe égyptien S33).

Dessin de sandale.

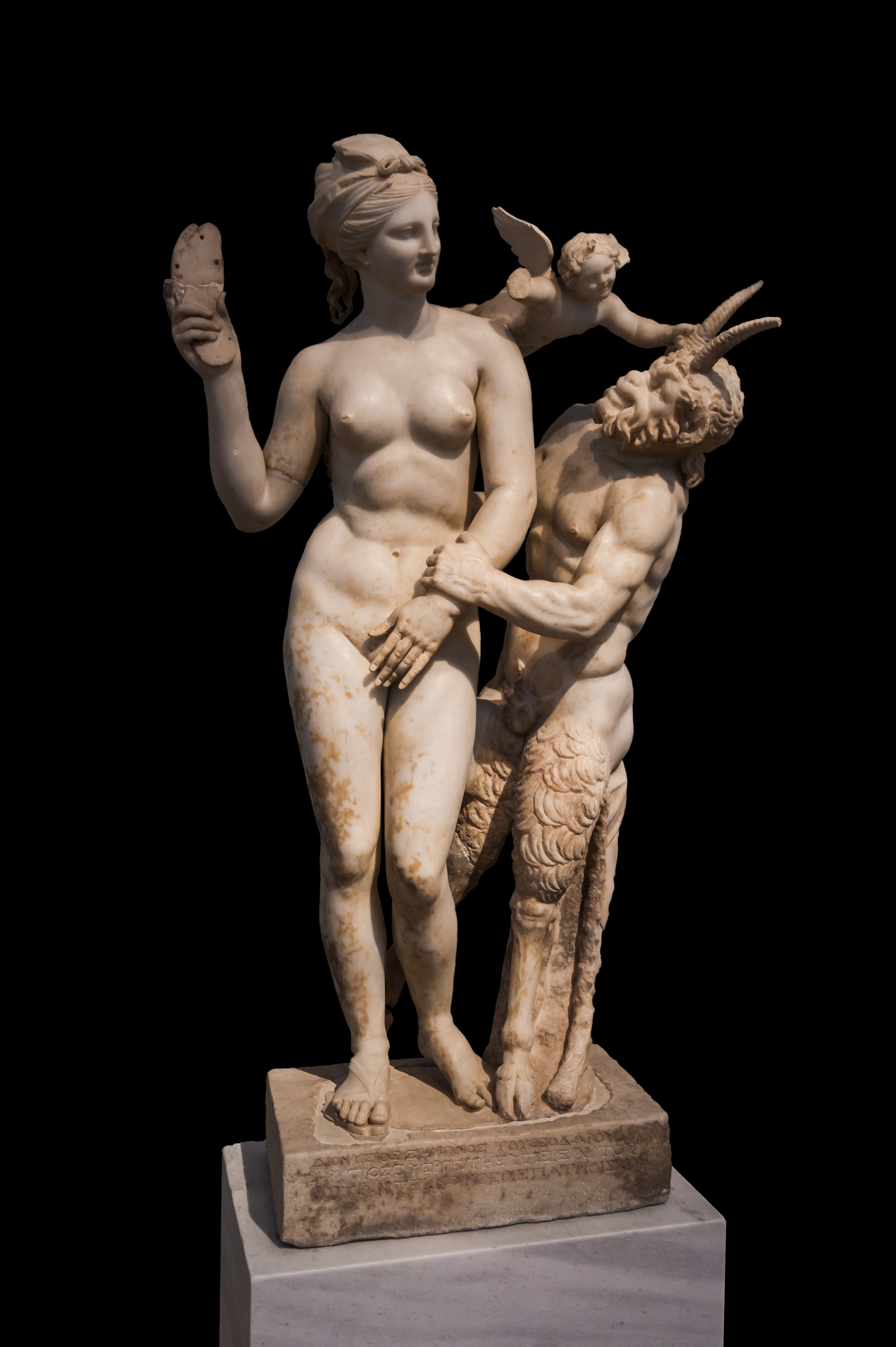
Aidée par Éros, Aphrodite se défend des assiduités de Pan en le menaçant avec sa sandale. Musée national archéologique d'Athènes, inv. no 3335.

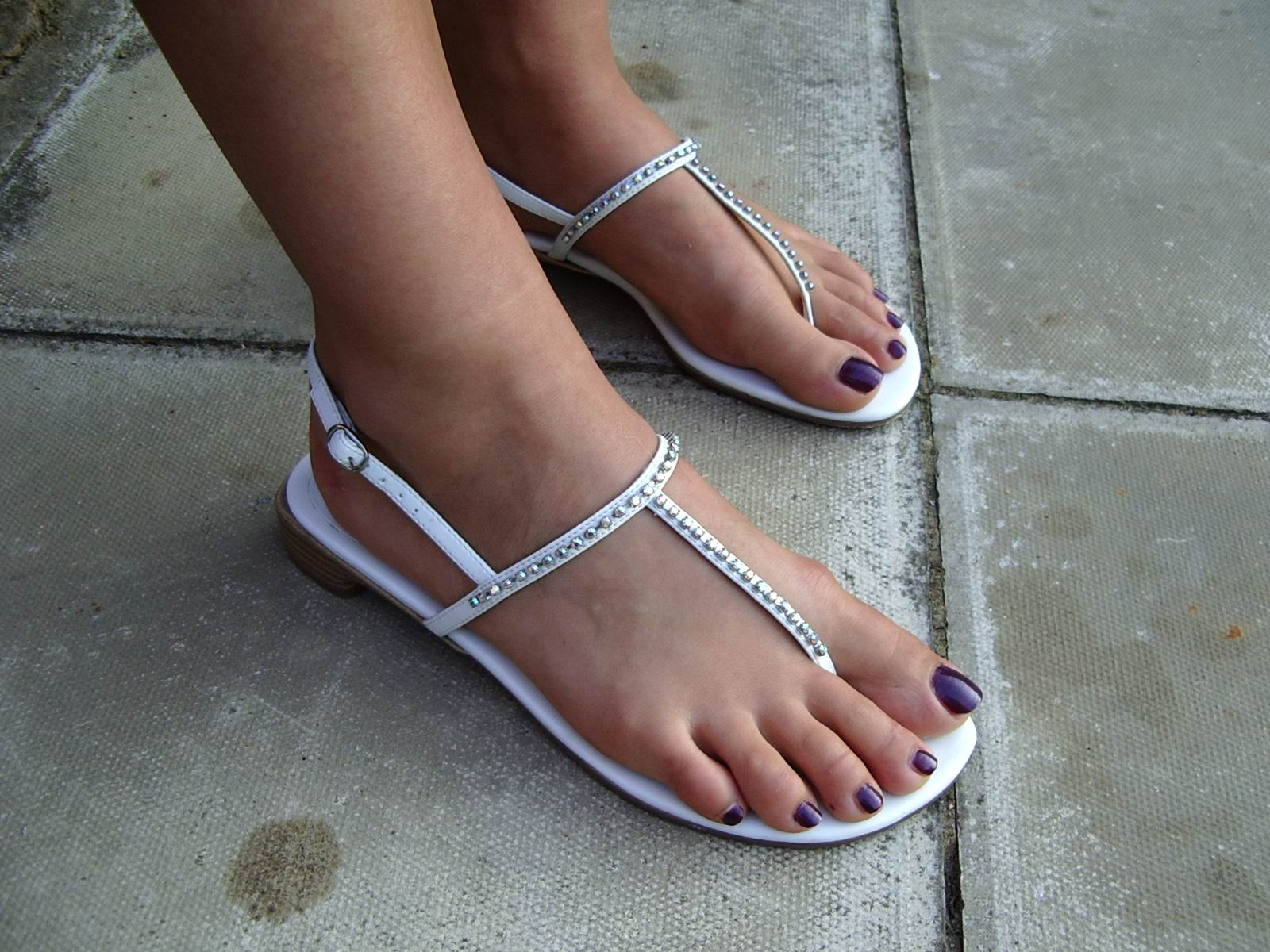
Pieds de femme chaussés de sandales.

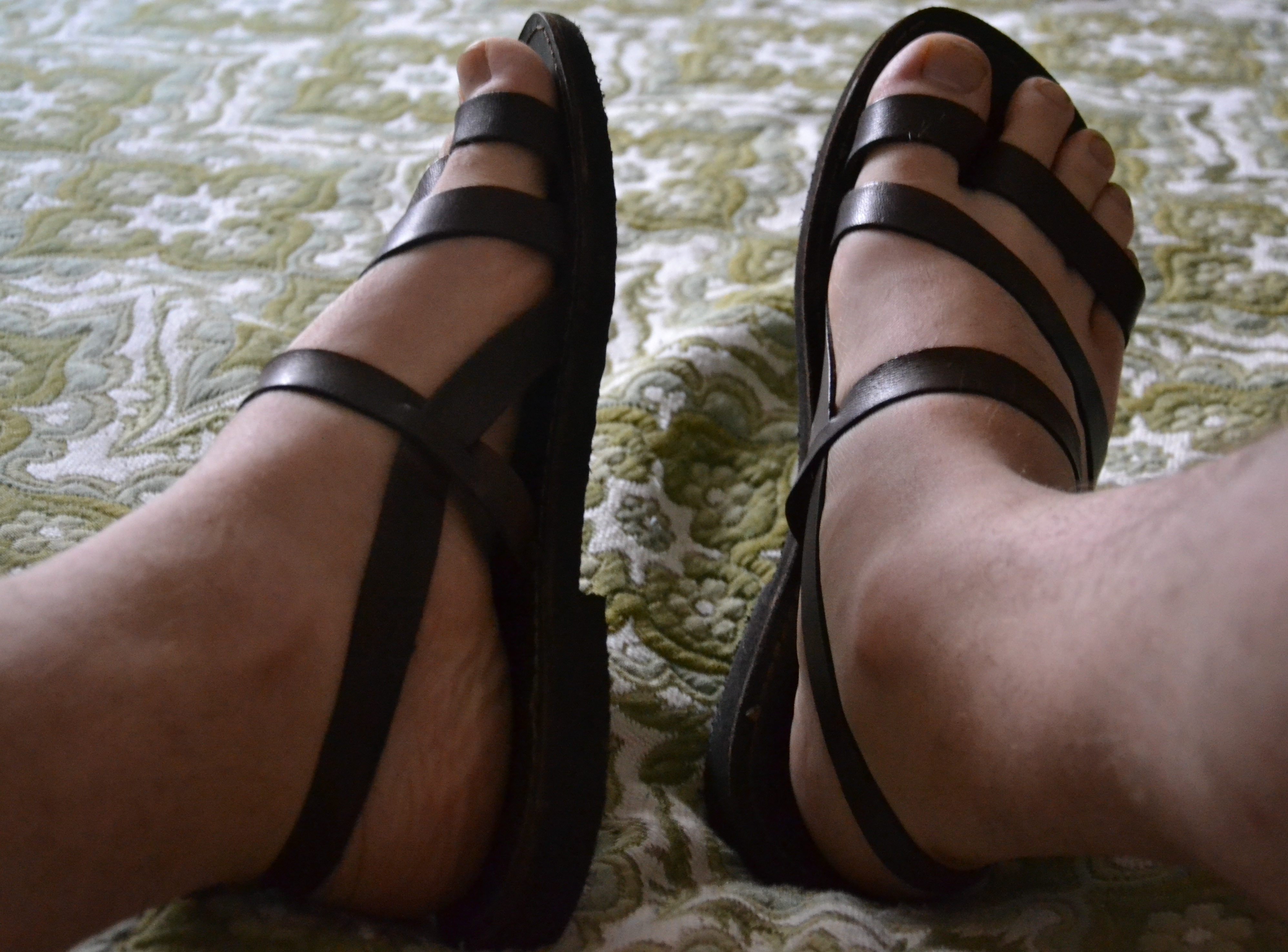
Pieds d'homme chaussés de sandales.

La sandale est une chaussure légère, généralement faite d'une semelle et de lanières, et qui laisse le pied en partie nu.
Elle est aussi appelée sandalette ou nu-pied.

## Étymologie
Le mot sandale vient du grec sandalion, puis est passé au latin sandalium. Il est aussi utilisé dans la langue arabe où il se prononce "sandalou".

## Présentation
Une sandale est, dans l'acception la plus générale :
- une chaussure légère, comme une espadrille ;
- ou ouverte comme la sandale de bois (de) dont se rapprochent les getas japonaises

La sandale est une chaussure légère, souvent sans talon, dont les brides laissent apparaître la nudité des pieds. Elle est couramment portée quand il fait chaud.
Elle existe en différentes matières, notamment en cuir, tissu ou plastique. La tong en est la forme la plus simple. Les « sandales pied nu » sont constituées par un bracelet de cheville et une bague d'orteil reliés en travers de l'avant du pied, avec des ornements tels que du cristal ou des perles, et sont portées comme des bijoux.

## Typologie

### Spartiate
Sandale de cuir naturel à lanières entrecroisées laissant le pied à découvert qui faisait partie du costume des guerriers spartiates[réf. nécessaire].

### Tropézienne
Sa forme vient de Gustave Robert qui l'a créée à partir d'un dessin de l'un de ses clients inspiré d'une statue grecque. Une bride horizontale, quatre brides verticales et une bride derrière le talon. Le modèle est alors exploité par plusieurs chausseurs du village.
Les tropéziennes sont remises au goût du jour dans les années 1930. Arrivant d’Italie, Dominique Rondini arrive à Saint-Raphaël puis part travailler à Saint-Tropez. Au départ, il est cordonnier : « Rondini bottier, chaussure sur commande & réparations en tout genre » est-il écrit sur l'enseigne. Il déménage sa boutique-atelier au 18, rue Georges-Clemenceau.
Il lance un premier modèle de ces sandalettes en cuir en 1927 ; après la Seconde Guerre mondiale, c'est son fils Serge qui reprend les affaires avec sa femme Roseline à la caisse. Leurs deux fils, dont Alain, grandissent dans l'atelier. Rondini reste donc une affaire familiale,. À l'époque, ce sont les mocassins et ballerines l'hiver, l'été les sandales. En 1994, Rondini embauche des salariés. Certains modèles, tous fabriqués à la main, restent emblématiques de l'entreprise, telles la Bikini, la Saint-Raphaël, le Capri, la Salomé parmi une trentaine de modèles vendus au total à 40 000 exemplaires chaque année, uniquement des sandales de nos jours.
Une autre famille installée depuis les années 1930 à Saint-Tropez, les Keklikian, fabriquent et commercialisent des sandales artisanalement.

### Méduse
Une forme historique de sandale est le modèle français en PVC souple transparent — à l'origine une simple galoche garnie de lanières en PVC — crée dans le Puy-de-Dôme en 1946 par Jean Dauphant, coutelier au hameau Les Sarraix, d'où son nom « la Sarraizienne » adopté en 1962. Il avait l'expérience de la bakélite par sa production de couteaux avec un manche de plastique. Après la guerre, le cuir étant rare, il imagine une sandale bon marché créée avec du plastique souple, à la semelle résistante et antidérapante avec ses picots, que l'inventeur pensait comme chaussure de travail, tout terrain, résistante à l'eau et facile d'entretien, destinée avant tout à l'Afrique-Occidentale française et aux divers territoires d'outre-mer, ce qui explique que 80 % de la production des premières années fut exporté en dehors de la France métropolitaine. Les premiers modèles n'étaient pas totalement en plastique, comprenant des pièces de métal sous forme de rivets, permettant de fixer la bride aux semelles.
Désormais produite par l'entreprise « Plastic Auvergne », les Dauphant, père et fils, mettent au point une nouvelle version de sandalette moulée en monobloc, vendue très bon marché. Sandale résistante à l'eau, pratique et économique, elle est vite adoptée à partir de 1962 par les vacanciers des bords de mer qui l'adoptent sous différents surnoms : « méduse » à Paris (par analogie avec l'animal marin gélatineux et translucide), « mica » aux Antilles, « squelette » en Vendée, « fifi » dans le nord, « nouille » en Auvergne. Plus de 100 millions de paires de ces sandales furent achetées pour arpenter plages et rochers.
Cependant, elle a quelques défauts, les brides cisaillent le cou-de-pied et les petits cailloux se coincent facilement dans les picots des semelles. D'autre part, elle subit la dure concurrence des tongs brésiliennes avec une image devenue un peu vieillotte, ainsi que la concurrence des sandales fabriquées en Asie après les diverses décolonisations.
Depuis 2003, la société Humeau de Beaupréau, qui a racheté l'outil de production de la Sarraizienne, dépose le nom « Méduse » et continue d'assurer dans ses locaux la production de 700 000 paires de « méduses » dont 400 000 « Sun » (le modèle originel) par an, ainsi qu'une gamme plus large de diverses sandales colorées ou pailletées, ballerines et bottes. En 2009, elle reprend la société Plasticana, qui maîtrise la production de sandales en PVC recyclable additionné de fibres de chanvre. Grâce à ses capacités d'absorption de carbone, le chanvre piège une partie du CO2 dégagé par le plastique de la chaussure.

### Sandale africaine
C'est une sandale très répandue sur le continent africain et dont l’appellation varie d'un pays à un autre. Elle est fabriquée soit à base de raphia ou de cuir d'animal et se porte de préférence en saison sèche ou en zone dépourvue d'humidité.
Elle est fabriquée à la main par des artisans locaux dont le savoir-faire se transmet de père en fils.
Au Cameroun par exemple, c'est un savoir-faire qui est maîtrisé par des nord-camerounais. Elle est vendue dans des grands marchés au puces de Yaoundé comme le marché Mokolo, le marché central ou même La Briqueterie. Dans ce pays, il est connu sous l’appellation « Samara ». Dans la culture camerounaise, c'est une chaussure d'intérieur ou destinée à effectuer des petites balades.
En Côte d'Ivoire, la sandale africaine est connue sous l'appellation « Abodjé » ou « Zandrai » selon les régions.
L'entretien de cette sandale est difficile parce qu'elle ne peut ni être trempée dans de l'eau, ni nettoyée à avec un tissu humide, sinon la sandale s’abîmerait rapidement. Il serait donc préférable d'éviter de les salir pour éviter leur vieillissement rapide.
Concernant les modèles de sandale, il y a des sandales décorées de fausse fourrure colorée, des sandales en cuir tressé, mais la plupart de ces sandales appartiennent à la famille des tongs qui est l'un des modèles de sandale les plus simples.

## Galerie

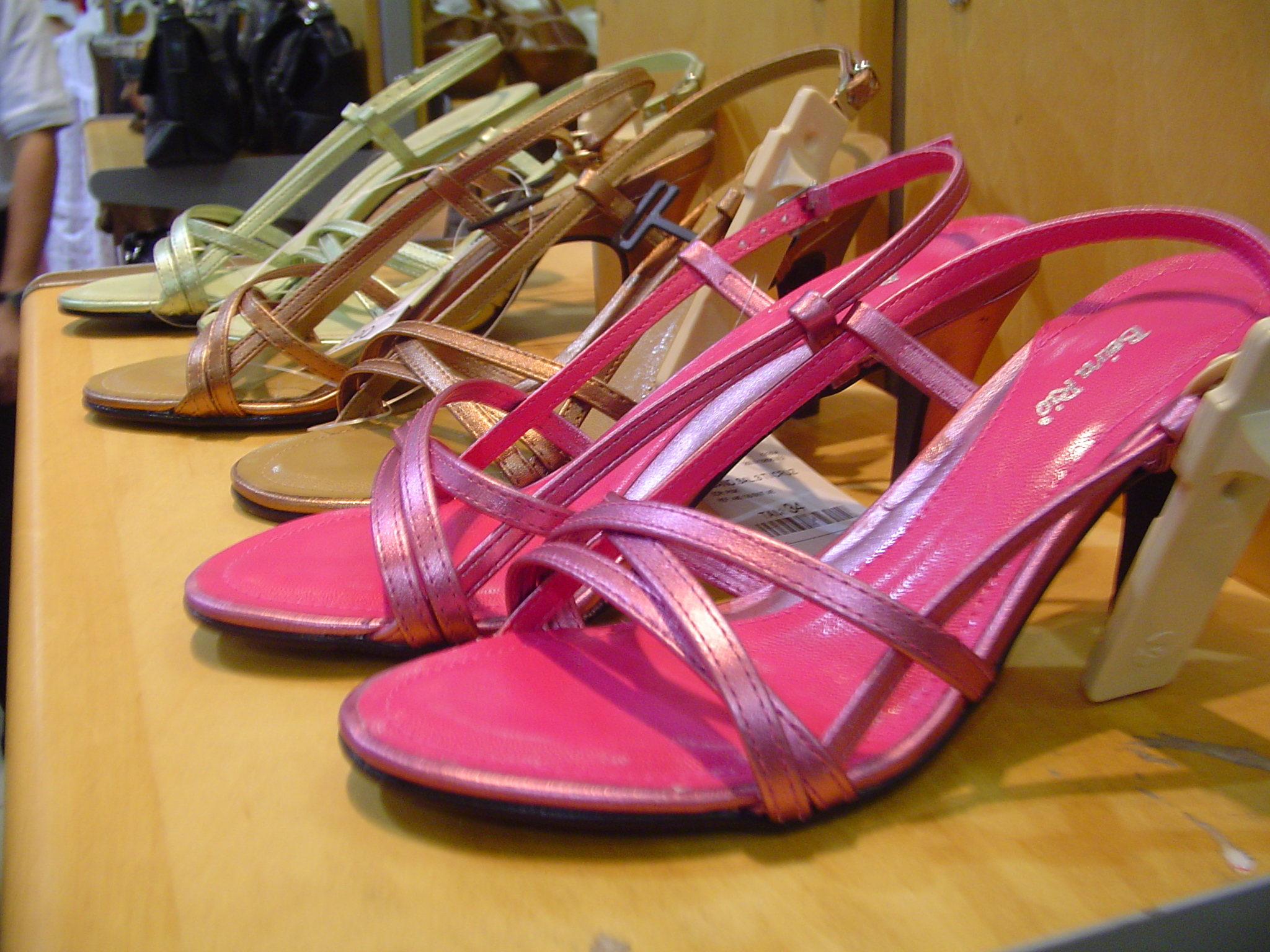
Exemples de sandale.
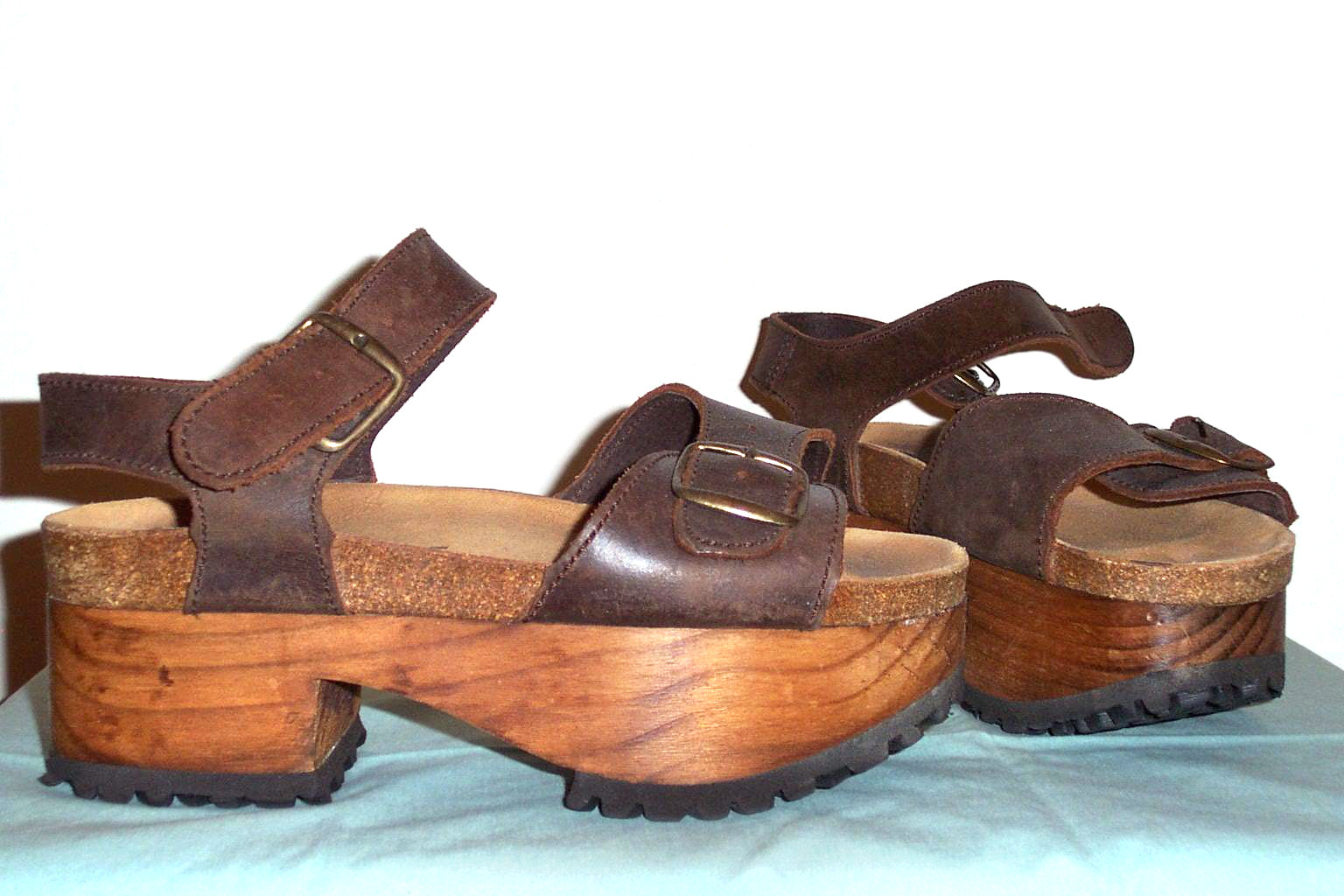
Sandale de bois (Holzsandale en allemand).
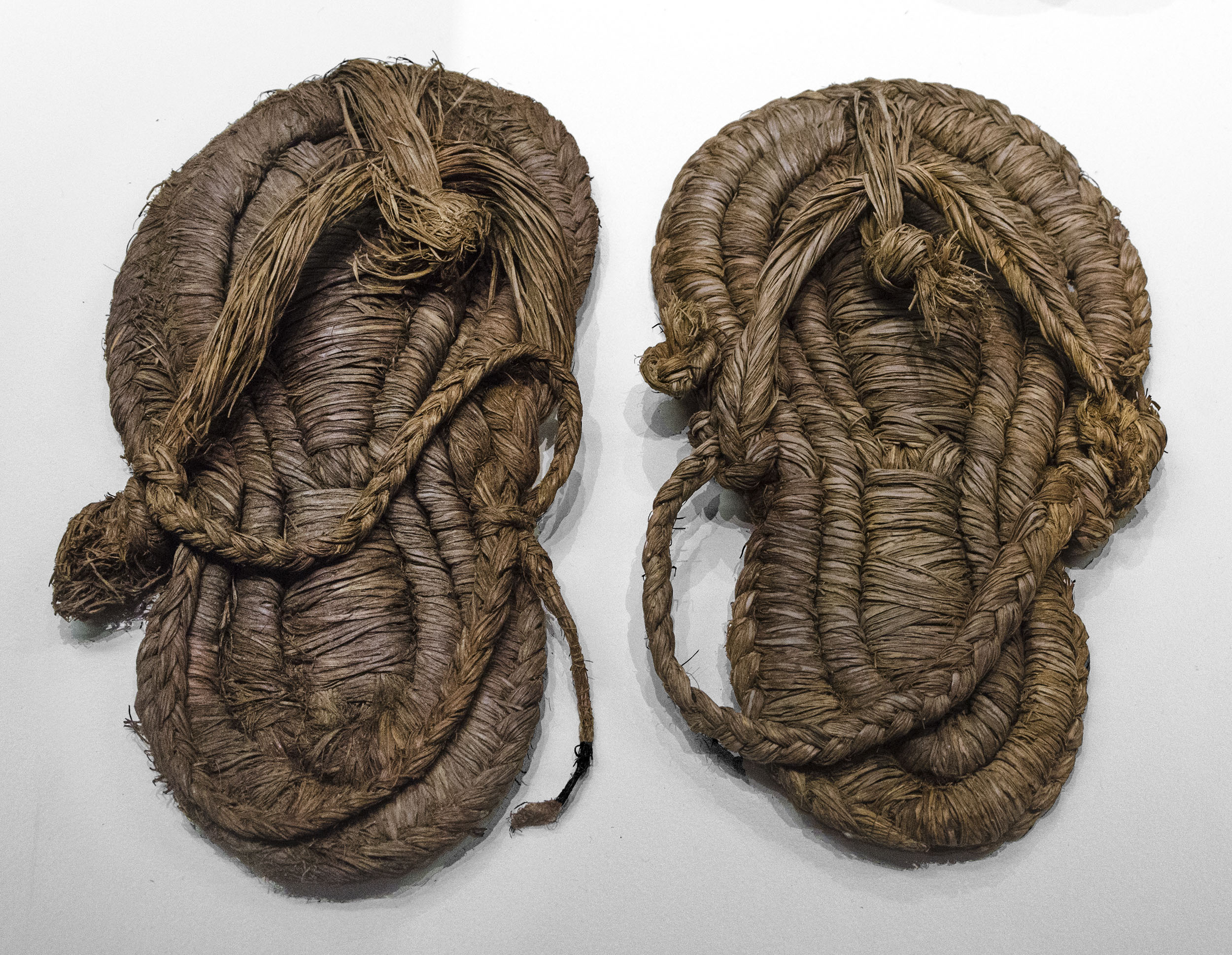
Sandales du VIe ou Ve millénaire av. J.-C., trouvées en Espagne.
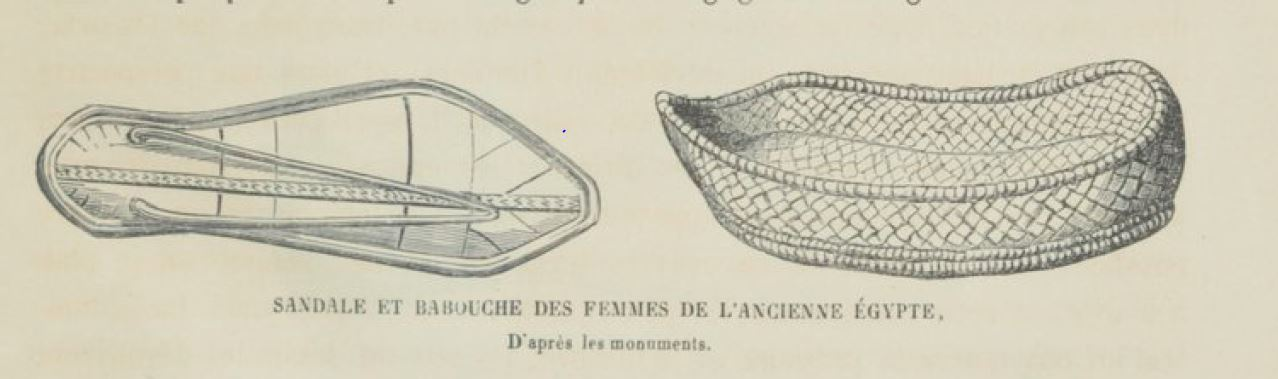
Sandale et babouche des femmes de l'ancienne Égypte.
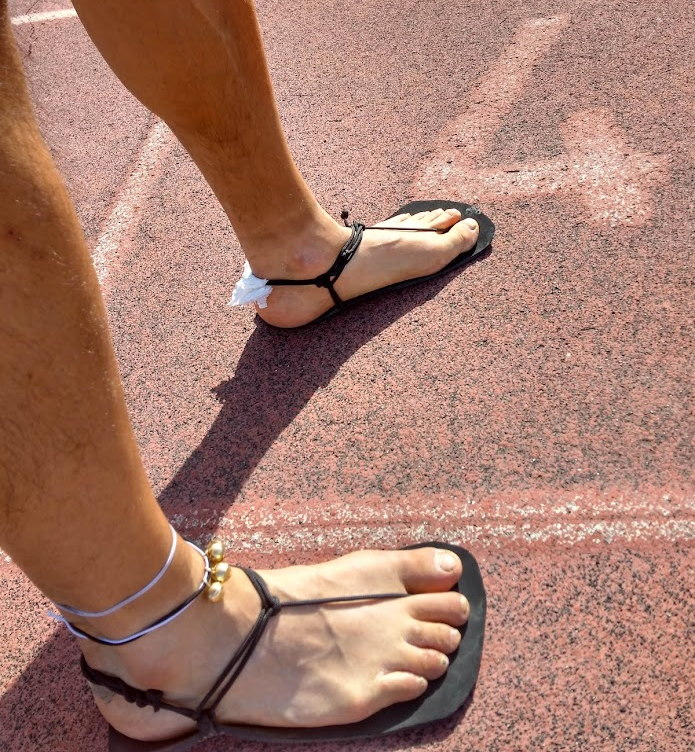
Sandales de course artisanales